# Efter regnet
Efter regnet från 2016 är ett musikalbum av sångaren Freddie Wadling som släpptes 11 mars 2016. Det blev hans sista album innan hans död 2 juni 2016. Albumet vann en Grammis för årets Folkmusik/Singer-songwriter 2017.

## Låtförteckning[4][5]
1. Nu Lyfter Vi Från Marken (Stina Nordenstam) – 5:03
2. Det Är Inte Nog (musik: Stina Nordenstam, text: Arsenij Tarkovskij) – 3:17
3. Alla Faller (Originaltext och musik: Stina Nordenstam, översättning: Freddie Wadling) – 3:37
4. Bön Om Våren (musik: Stina Nordenstam, text: Harriet Löwenhjelm) – 3:06
5. Söndag Morgon (Originaltext och musik: Lou Reed, John Cale, med bandet The Velvet Underground från 1966, översättning: Freddie Wadling)  – 3:07
6. Ensam På Havet  (Stina Nordenstam) – 4:30
7. Alla har glömt (Peter Himmelstrand) – 3:12
8. Känn Ingen Sorg (Håkan Hellström) – 2:57
9. När Min Vän (Owe Thörnqvist)  – 3:01
10. Här Slutar Kartan (Stina Nordenstam) – 3:38
11. Papperssol (Originaltext och musik: Steve Winwood, Jim Capaldi, med bandet Traffic från 1967, översättning: Freddie Wadling) – 3:23

## Medverkande
- Freddie Wadling – sång
- Sebastian Öberg - cello, bas, gitarr
- Per "Ruskträsk" Johansson - saxofon, klarinett, flöjt
- Christian Olsson - slagverk
- Amanda Werne - sång
- Örjan Högberg - viola
- Håkan Hellström  - sång (på Det Är Inte Nog)